# 倫理学原理
『倫理学原理』（りんりがくげんり、Principia Ethica）は、1903年のジョージ・エドワード・ムーアの著書である。本書では、「善」を定義不可能であると主張し、自然主義的誤謬を提示する。そのため、分析倫理学的理論の古典的な著作として認められている。ムーアの主張は倫理哲学の画期的な進歩として長く評価され、『倫理学原理』は大きな影響力を持つ。

## 歴史
『倫理学原理』は1903年10月にケンブリッジ大学出版局から出版された。1922年と1929年に増刷が出版された。ニコラ・アッバニャーノによる序文を含むジャンニ・ヴァッティモのイタリア語版は1964年にボンピアーニから出版された。

## 構成
『倫理学原理』は、以下の全6章で構成される。序文については、初版と第2版とで大きく異なる。
- 第一章－倫理学の主題
- 第二章－自然主義的倫理学
- 第三章－快楽主義
- 第四章－形而上学的倫理学
- 第五章－倫理学の行為に対する関係
- 第六章－理想

## 内容
本書は、「すべてのものはそれがあるところのものであり他のいかなるものでもない」というバトラー主教の引用から始まる。
ムーアは、初版序文で、次の2つの問いを区別する。
1. いかなるものがそれ自身のために存在すべきか
2. いかなる種類の行動をわれわれはとるべきか

ムーアは、倫理学とは次の3つの基本的な問いであると主張する。
1. 善とは何か。
2. それ自体で善いまたは悪いものとは何か。
3. 手段として善いものとは何か[5]。

## 評価
『倫理学原理』は大きな影響力を持つ著作であり、多くの人に倫理学に関する主張を事実の言明から導出することはできないと納得させた。クライヴ・ベルは、本書のスペンサーとミルへの反論を通じて、ムーアは彼の世代を功利主義から解放したと評した。『倫理学原理』はブルームズベリー・グループにとっての聖書であり、彼らの美的価値観の哲学的な根幹をなすものであった。レナード・ウルフは、本書が無意味な世界で生き続ける方法を示した一冊であると評した。ムーアが「有機的全体」（organic whole）と呼ぶ美学の思想は、ヴァージニア・ウルフを含むモダニストにとっての美学の指針となり、クライヴ・ベルの美学に影響を与えた。
ムーアの倫理的直観主義は、情緒主義などの非認知主義の倫理思想への道を開いたと考えられている。
『正義論』（1971）で、ジョン・ロールズは、ムーアの思想を『The Theory of Good and Evil』（1907）におけるヘースティングス・ラシュドールの思想と比較した。ムーアの思想は、フランツ・ブレンターノ、マックス・シェーラー、ニコライ・ハルトマンの思想とも比較されている。
ジェフリー・ワーノックは、『倫理学原理』を倫理学以外の分野におけるムーアの業績と比べて見劣りすると評した。『倫理学原理』を当初は高く評価したジョン・メイナード・ケインズは、1938年の論文『My Early Beliefs』で本書をユートピア主義者であるムーアの人間の理性と良識についての根本的な信念であるとして批判している。